# Cedillo de la Torre
Cedillo de la Torre est une commune de la province de Ségovie dans la communauté autonome de Castille-et-León en Espagne.

## Sites et patrimoine

La tour de Cedillo de la Torre
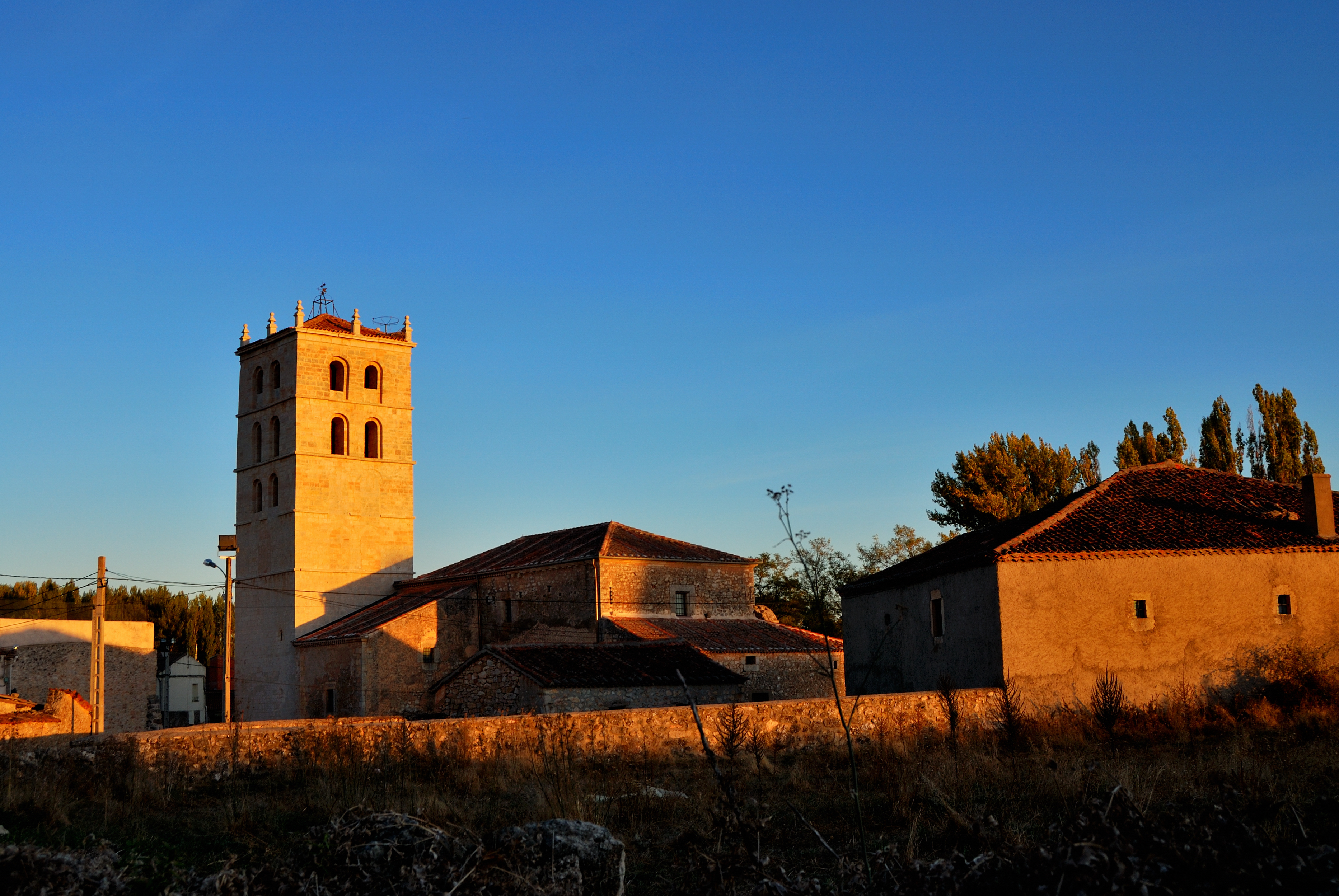
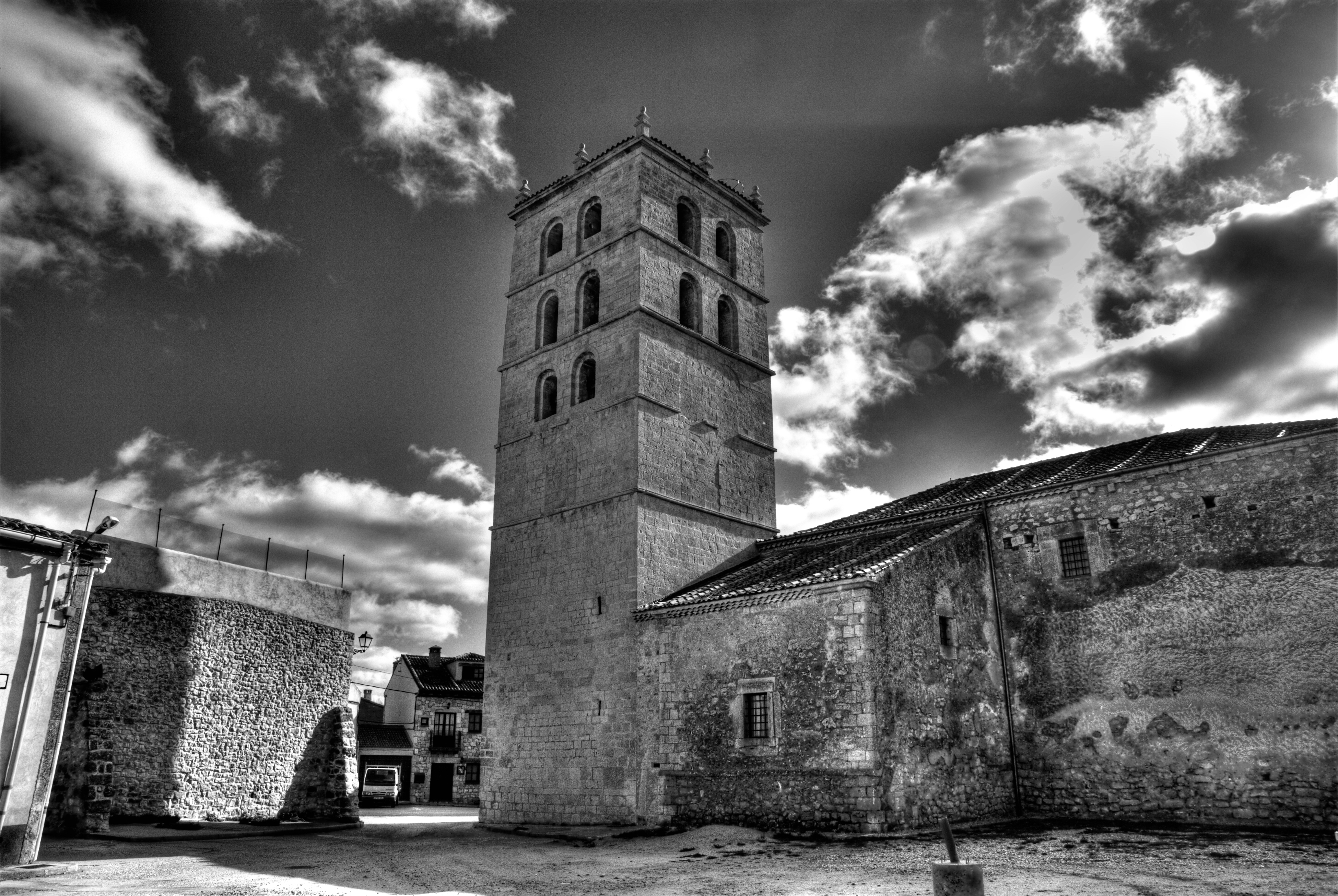
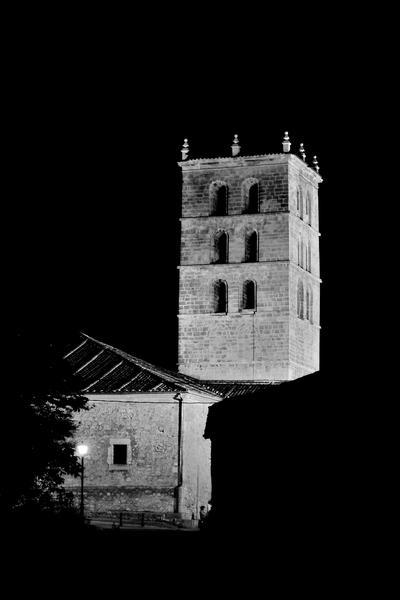